# Newcomb's Necktie
Newcomb's Necktie (o Mr. Newcomb's Necktie) è un cortometraggio muto del 1913 diretto da C.J. Williams.

## Produzione
Il film fu prodotto dalla Edison Company.

## Distribuzione
Distribuito dalla General Film Company, il film - un cortometraggio in una bobina - uscì nelle sale cinematografiche statunitensi il 24 maggio 1913.